# Luis Alberto Bonnet
Luis Alberto Bonnet (Buenos Aires, 27 de abril de 1971) es un exfutbolista argentino, nacionalizado peruano, que jugaba como delantero. Es uno de los goleadores históricos del Sporting Cristal, club donde es ídolo y jugó gran parte de su carrera. Es también uno de los máximos anotadores históricos de Atlanta con 49 goles anotados.

## Trayectoria
Debutó en 1991 jugando por Atlanta de Villa Crespo, barrio donde Bonnet creció. Se coronó goleador del torneo de la Primera "B" Argentina en 1993, y logró el ascenso a la Nacional B Argentina en 1995. En total Bonnet jugó 141 partidos con Atlanta en los que anotó 49 goles, que lo convierten en el máximo artillero bohemio en categorías del Ascenso en el profesionalismo.
Fue prestado al Sporting Cristal en 1996, club con el que obtuvo reconocimiento internacional. La temporada 1996 alternó en el equipo aunque sin ser titular indiscutible, anotó 4 goles que sirvieron para la consecución del Campeonato Descentralizado 1996. Sin embargo, la mejor actuación de Bonnet ocurrió durante la Copa Libertadores 1997 en donde consiguió el subcampeonato del certamen continental con Cristal, además de ser el goleador del equipo con 5 goles anotados.
Los siguientes años jugó por Gimnasia y Tiro y Cienciano, donde anotó 10 y 20 goles respectivamente.

## Marcas y récords con laceleste
Volvió al Sporting Cristal en 2001, anotando 18 goles y clasificando a la Copa Libertadores 2002. En el 2002, Bonnet adquiere la nacionalidad peruana, a finales de ese año se consagra campeón nacional con el equipo rimense donde anota 23 goles. Luego gana el torneo Apertura 2003 donde sale goleador del torneo peruano con 20 anotaciones. En el año 2004 anota su máxima cantidad de goles con la celeste con 28 anotaciones, 11 en el Apertura y 17 en el Clausura, asimismo en la Copa Libertadores 2004 repite la cantidad de goles de la Copa Libertadores 1997 con 5 goles. Bonnet obtiene el torneo Clausura 2004 con el cuadro rimense.
En el 2005, Luis Alberto juega una vez más Copa Libertadores con el equipo celeste y anota 2 goles. A finales de ese año alcanza un nuevo título con Sporting Cristal, su tercer título, anotando 12 goles, aunque debido a una lesión en los ligamentos Bonnet no pudo jugar las últimas fechas del 2005. Jugaría la Copa Libertadores 2006 donde anota su último gol en esta justa en Medellín, al igual que el 2005 Bonnet anota 12 goles en el torneo local 2006. El 2007 anota sus últimos 6 goles con la casaquilla celeste, jugaría hasta fines del año 2007 a pesar de tener contrato por toda la temporada 2008, pero el técnico Juan Carlos Oblitas, en una mala decisión, decide no contar con él, lo cual generó un enfrentamiento entre ambos. Bonnet se dedicó a entrenar todo ese año con el equipo juvenil en las instalaciones de La Florida. 
Luis Alberto Bonnet es el tercer goleador histórico del club Sporting Cristal con 139 goles, detrás de Jorge Soto que registra 175 goles y de Alberto Gallardo que registra 149 goles. Anotó 124 goles en torneos locales y 15 goles en torneos internacionales como la Copa Libertadores de América donde registró 13 goles y la Copa Merconorte donde registró 2 goles. Asimismo llegó a superar el récord de 11 goles que mantenía Alberto Gallardo ante Universitario. Bonnet les anotó en 13 ocasiones convirtiéndose en el máximo goleador de esos partidos.
Luis Alberto Bonnet es considerado por la hinchada del Sporting Cristal un ídolo, por su entrega y lealtad al equipo, donde rechazó ofertas de los equipos rivales, sobre todo en la última temporada 2008 con el cuadro rimense.

## Clubes
| Club                     | País      | Año         | Partidos | Goles |
| ------------------------ | --------- | ----------- | -------- | ----- |
| Atlanta                  | Argentina | 1991 - 1996 | 131      | 49    |
| Sporting Cristal         | Perú      | 1996 - 1997 | 33       | 5     |
| Gimnasia y Tiro de Salta | Argentina | 1998 - 2000 | 65       | 18    |
| Cienciano                | Perú      | 2000        | 24       | 19    |
| Sporting Cristal         | Perú      | 2001 - 2007 | 211      | 119   |

## Palmarés

### Torneos cortos
| Título          | Club             | País | Año  |
| --------------- | ---------------- | ---- | ---- |
| Torneo Clausura | Sporting Cristal | Perú | 2002 |
| Torneo Apertura | Sporting Cristal | Perú | 2003 |
| Torneo Clausura | Sporting Cristal | Perú | 2004 |
| Torneo Clausura | Sporting Cristal | Perú | 2005 |

### Campeonatos nacionales
| Título                    | Club             | País      | Año  |
| ------------------------- | ---------------- | --------- | ---- |
| Primera "B" Argentina     | Atlanta          | Argentina | 1995 |
| Primera División del Perú | Sporting Cristal | Perú      | 1996 |
| Primera División del Perú | Sporting Cristal | Perú      | 2002 |
| Primera División del Perú | Sporting Cristal | Perú      | 2005 |

### Distinciones individuales
| Distinción                               | Año  |
| ---------------------------------------- | ---- |
| Goleador de la Primera División del Perú | 2003 |